# Galactic Suite Design
Galactic Suite Design é uma empresa de design aeroespacial com base em Barcelona, Espanha. A empresa desenvolve conceitos, design e interiores de habitats e de veículos. O projeto que primeiro levou a empresa aos olhos do público foi o Galactic Suite Space Resort, que tem a intenção de desenvolver uma pequeno estação espacial privada na órbita terrestre baixa, o segmento orbital para uma experiência de turismo espacial, que também incluirá treinamento intensivo em uma ilha tropical.
A Galactic Suite Design também é a empresa líder do consórcio de empresas que está pondo em prática o Barcelona Moon Team, um concorrente que participa do Google Lunar X Prize, com o lançamento com destina à Lua agendado para ocorrer em 2015.